# Sterownik PDF
Sterownik PDF – program komputerowy służący do przetwarzania dokumentów do formatu PDF, działający jak wirtualna drukarka. Utworzenie dokumentu PDF wymaga uruchomienia funkcji drukowania i wybrania sterownika na liście drukarek zainstalowanych w systemie użytkownika.
Podstawowe kwestie związane z pracą sterownika:
- Polskie litery: nie wszystkie sterowniki poprawnie wstawiają polskie znaki, niektóre podstawiają w fontach unikodowych zachodnioeuropejski skrypt(inne języki), co wymaga dodatkowych zabiegów przez użytkownika.
- Fonty: sterownik powinien udostępniać możliwość zagnieżdżania fontów w dokumencie (pojedynczo lub przynajmniej grupami, np. 14 base fonts), co teoretycznie powinno uczynić dokument w pełni czytelnym w różnych systemach. Przydatna jest też możliwość wybierania zakresu zagnieżdżanych znaków.
- Poziom języka PDF: wybór jednej z wersji języka, zwykle od 1.2 do 1.5. Im wyższa, tym nowsza wersja Adobe Readera jest wymagana od czytnika dokumentu (1.7 - AR8, 1.6 - AR7, 1.5 – AR6, 1.4 – AR5, 1.3 – AR4, 1.2 – AR3).
- Definiowanie rozmiaru strony: niektóre programy potrafią przejąć ustawienia strony z aplikacji, z poziomu której tworzymy PDF, inne wymagają ręcznego, niezależnego zdefiniowania strony, które ma pierwszeństwo.
- Rozpoznawanie odsyłaczy: większość sterowników nie potrafi przenieść odsyłaczy z dokumentu do pliku PDF. Problem jest o tyle istotny, że dotyczy m.in. odsyłaczy internetowych, zaś w dokumentach Worda (i innych dużych edytorów) także spisów treści, zakładek, skorowidzów, rozmaitych wykazów itd.
- Rozdzielczość ekranowa: przyjęta rozdzielczość wpływa na wielkość dokumentu oraz jego czytelność. Są to sprzeczne postulaty, więc trzeba wybrać rozsądny kompromis.
- Kompresja: im większa kompresja, zwłaszcza zagnieżdżonych plików graficznych, tym mniejszy plik, ale i gorsza czytelność.